# Ilhas Cayman nos Jogos Olímpicos de Verão de 1992
As Ilhas Cayman competiram nos Jogos Olímpicos de Verão de 1992 em Barcelona, Espanha.

## Resultados por Evento

### Atletismo
100 m masculino
- Kareem Streete-Thompson
  - Eliminatórias — 10.78 (→ não avançou)

Salto em distância masculino
- Kareem Streete-Thompson
  - Classificatória — 7.39 m (→ não avançou)